# EuroMillions Volley League (2021/2022)
EuroMillions Volley League 2021/2022 – 78. sezon rozgrywek o mistrzostwo Belgii w piłce siatkowej zorganizowany przez Volley Belgium. Zainaugurowany został 22 października 2021 roku i trwał do 7 maja 2022 roku.
W EuroMillions Volley League uczestniczyło 8 drużyn. Rozgrywki składały się z fazy zasadniczej, rundy kwalifikacyjnjej, fazy play-off, fazy play-down oraz finałów. W fazie zasadniczej drużyny rozgrywały między sobą po dwa spotkania. Na podstawie miejsc zajętych przez poszczególne zespoły w fazie zasadniczej powstały pary rundy kwalifikacyjnej, w której rywalizacja toczyła się do dwóch zwycięstw. Zwycięzcy w parach awansowały do fazy play-off, natomiast przegrani trafiali do fazy play-down. W fazie play-off oraz w fazie play-down zespoły rozgrywały między sobą po dwa spotkania. Dwie najlepsze drużyny fazy play-off rywalizowały w finałach o tytuł mistrza Belgii.
Po raz trzynasty mistrzostwo Belgii zdobył klub Knack Roeselare, który w finałach pokonał Decospan Volley Team Menen. Trzecie miejsce zajął Greenyard Maaseik.
W sezonie 2021/2022 w Lidze Mistrzów Belgię reprezentowały Knack Roeselare oraz Greenyard Maaseik, w Pucharze CEV – Decospan Volley Team Menen oraz Volley Haasrode Leuven, natomiast w Pucharze Challenge – Tectum Achel.

## System rozgrywek
Rozgrywki EuroMillions Volley League w sezonie 2021/2022 składają się z fazy zasadniczej, rundy kwalifikacyjnej, fazy play-off, fazy play-down i finałów.

### Faza zasadnicza
W fazie zasadniczej uczestniczy 8 drużyn. Rozgrywają one między sobą po dwa spotkania systemem kołowym (każdy z każdym – mecz u siebie i rewanż na wyjeździe). Miejsce uzyskane w fazie zasadniczej decyduje o rozstawieniu w rundzie kwalifikacyjnej.

### Runda kwalifikacyjna
W rundzie kwalifikacyjnej drużyny zostają podzielone w pary na podstawie miejsc zajętych w fazie zasadniczej według klucza: 1-8, 2-7, 3-6, 4-5. Rywalizacja w parach toczy się do dwóch zwycięstw. Gospodarzem pierwszego meczu jest zespół, który w fazie zasadniczej zajął niższe miejsce, natomiast drugiego i trzeciego meczu – ten, który w fazie zasadniczej zajął wyższe miejsce.
Zwycięzcy w poszczególnych parach uzyskują awans do fazy play-off, natomiast przegrani trafiają do fazy play-down.

### Faza play-off
W fazie play-off uczestniczą zwycięzcy poszczególnych par rundy kwalifikacyjnej. Rozgrywają oni między sobą po dwa spotkania systemem kołowym (każdy z każdym – mecz u siebie i rewanż na wyjeździe). Dwa najlepsze zespoły uzyskują awans do finałów, pozostałe klasyfikowane są odpowiednio na trzecim i czwartym miejscu.

### Finały
O mistrzostwo grają dwie najlepsze drużyny fazy play-off. Rywalizacja toczy się do trzech wygranych meczów ze zmianą gospodarza po każdym spotkaniu. Gospodarzem pierwszego meczu jest zespół, który w fazie play-off zajął wyższe miejsce.

### Faza play-down
W fazie play-down uczestniczą drużyny, które przegrały rywalizację w parach rundy kwalifikacyjnej. Rozgrywają one między sobą po dwa spotkania systemem kołowym (każdy z każdym – mecz u siebie i rewanż na wyjeździe). Po rozegraniu wszystkich spotkań drużyny klasyfikowane są odpowiednio na miejscach 5-8. Żadna drużyna nie spada do niższej ligi.

## Drużyny uczestniczące
| | EuroMillions Volley League 2021/2022 |   |     |
| --- | ------------------------------------ | - | --- |
| ROE | Knack Roeselare                      | 1 | LM  |
| MAA | VC Greenyard Maaseik                 | 2 | LM  |
| MEN | Decospan Volley Team Menen           | 3 | CEV |
| LEU | Volley Haasrode Leuven               | 4 | CEV |
| ACH | Tectum Achel                         | 5 | Ch  |
| LIN | Lindemans Aalst                      | 6 |     |
| GNT | Caruur Volley Gent                   | 7 |     |
| WRM | Waremme Volley                       | 8 |     |
| Oznaczenia: - kolumna pierwsza – skróty nazw drużyn wpisane na mapie (jeśli ta została zamieszczona), - kolumna trzecia – miejsce zajęte przez daną drużynę w poprzednim sezonie. |                                      |   |     |

## Trenerzy
| Klub                       | Pierwszy trener    | Drugi trener        |
| -------------------------- | ------------------ | ------------------- |
| Caruur Volley Gent         | Jan Van Huffel     | Tom Roose           |
| Decospan Volley Team Menen | Frank Depestele    | Wim Vanlaethem      |
| Greenyard Maaseik          | Fulvio Bertini     | Ivan Janssen        |
| Knack Roeselare            | Steven Vanmedegael | Bram Van den Hove   |
| Lindemans Aalst            | Johan Devoghel     | Joost Van Kerckhove |
| Tectum Achel               | Jan Meertens       | Bjorn De Greef      |
| Volley Haasrode Leuven     | Kris Eyckmans      | Koen Aerts          |
| Waremme Volley             | Frédéric Servotte  | —                   |

### Zmiany trenerów
| W trakcie sezonu  |                |            |                   |               |       |
| Greenyard Maaseik | Joel Banks     | 01.02.2022 | Fulvio Bertini    | 01.02.2022    | [ 2 ] |
| Waremme Volley    | Sacha Koulberg | 25.03.2022 | Frédéric Servotte | — (II trener) | [ 3 ] |

## Faza zasadnicza

### Tabela wyników
| Gospodarz \ Gość1          | ROE | MAA | MEN | LEU | ACH | LIN | GNT | WRM |
| -------------------------- | --- | --- | --- | --- | --- | --- | --- | --- |
| Knack Roeselare            | -   | 1:3 | 3:1 | 3:0 | 3:0 | 3:1 | 3:1 | 3:0 |
| VC Greenyard Maaseik       | 3:2 | -   | 1:3 | 0:3 | 3:0 | 3:0 | 3:1 | 3:1 |
| Decospan Volley Team Menen | 3:2 | 2:3 | -   | 3:2 | 3:2 | 3:2 | 3:0 | 3:1 |
| Volley Haasrode Leuven     | 0:3 | 1:3 | 1:3 | -   | 3:1 | 0:3 | 3:0 | 3:0 |
| Tectum Achel               | 1:3 | 1:3 | 3:1 | 2:3 | -   | 2:3 | 3:1 | 3:0 |
| Lindemans Aalst            | 3:0 | 3:0 | 0:3 | 0:3 | 3:1 | -   | 3:0 | 3:0 |
| Caruur Volley Gent         | 0:3 | 0:3 | 1:3 | 3:2 | 3:1 | 3:1 | -   | 3:0 |
| Waremme Volley             | 0:3 | 1:3 | 3:2 | 0:3 | 0:3 | 2:3 | 2:3 | -   |

Źródło: EuroMillions Volley League – Data Project (fr.)
1 Drużyna gospodarzy jest wymieniona po lewej stronie tabeli.
Kolory:
  zwycięstwo gospodarzy 3:0 lub 3:1
  zwycięstwo gospodarzy 3:2
  zwycięstwo gości 3:0 lub 3:1
  zwycięstwo gości 3:2

### Terminarz i wyniki spotkań
| Data        | Godz. | Gospodarz                  | Rezultat                                | Gość                       | Widzów |
| ----------- | ----- | -------------------------- | --------------------------------------- | -------------------------- | ------ |
| 1. KOLEJKA  |       |                            |                                         |                            |        |
| 22.10.2021  | 20:30 | Caruur Volley Gent         | 1:3 (18:25, 25:27, 25:19, 18:25)        | Decospan Volley Team Menen | 70     |
| 23.10.2021  | 19:30 | Lindemans Aalst            | 3:1 (22:25, 25:22, 25:19, 25:20)        | Tectum Achel               | 458    |
| 23.10.2021  | 20:30 | Knack Roeselare            | 3:0 (25:23, 26:24, 25:20)               | Volley Haasrode Leuven     |        |
| 24.10.2021  | 14:00 | Waremme Volley             | 1:3 (17:25, 22:25, 25:19, 22:25)        | Greenyard Maaseik          | 270    |
| 2. KOLEJKA  |       |                            |                                         |                            |        |
| 06.11.2021  | 20:30 | Greenyard Maaseik          | 3:1 (25:16, 24:26, 25:23, 25:20)        | Caruur Volley Gent         | 600    |
| 06.11.2021  | 20:30 | Volley Haasrode Leuven     | 3:0 (25:21, 25:22, 25:18)               | Waremme Volley             | 300    |
| 06.11.2021  | 20:30 | Decospan Volley Team Menen | 3:2 (25:20, 19:25, 23:25, 25:22, 15:13) | Lindemans Aalst            | 400    |
| 06.11.2021  | 20:30 | Tectum Achel               | 1:3 (19:25, 25:19, 16:25, 19:25)        | Knack Roeselare            | 455    |
| 3. KOLEJKA  |       |                            |                                         |                            |        |
| 13.11.2021  | 20:30 | Decospan Volley Team Menen | 2:3 (24:26, 25:22, 25:19, 23:25, 14:16) | Greenyard Maaseik          | 450    |
| 13.11.2021  | 20:30 | Lindemans Aalst            | 0:3 (23:25, 24:26, 21:25)               | Volley Haasrode Leuven     | 350    |
| 13.11.2021  | 20:30 | Caruur Volley Gent         | 3:1 (18:25, 25:12, 25:17, 25:15)        | Tectum Achel               | 226    |
| 14.11.2021  | 14:00 | Waremme Volley             | 0:3 (21:25, 23:25, 21:25)               | Knack Roeselare            | 180    |
| 4. KOLEJKA  |       |                            |                                         |                            |        |
| 20.11.2021  | 20:30 | Tectum Achel               | 1:3 (20:25, 25:21, 23:25, 20:25)        | Greenyard Maaseik          | 375    |
| 20.11.2021  | 20:30 | Caruur Volley Gent         | 3:0 (25:17, 25:19, 25:23)               | Waremme Volley             | 0      |
| 20.11.2021  | 20:30 | Volley Haasrode Leuven     | 1:3 (25:22, 25:27, 18:25, 21:25)        | Decospan Volley Team Menen | 180    |
| 21.11.2021  | 15:00 | Knack Roeselare            | 3:1 (25:20, 25:22, 22:25, 25:22)        | Lindemans Aalst            | 655    |
| 5. KOLEJKA  |       |                            |                                         |                            |        |
| 26.11.2021  | 20:30 | Decospan Volley Team Menen | 3:2 (25:23, 25:22, 18:25, 11:25, 16:14) | Tectum Achel               | 350    |
| 27.11.2021  | 20:30 | Greenyard Maaseik          | 3:2 (20:25, 25:22, 21:25, 25:20, 15:12) | Knack Roeselare            | 700    |
| 27.11.2021  | 20:30 | Volley Haasrode Leuven     | 3:0 (25:18, 25:22, 25:19)               | Caruur Volley Gent         | 110    |
| 28.11.2021  | 14:00 | Waremme Volley             | 2:3 (19:25, 21:25, 26:24, 25:20, 10:15) | Lindemans Aalst            | 100    |
| 6. KOLEJKA  |       |                            |                                         |                            |        |
| 06.01.2022  | 20:30 | Greenyard Maaseik          | 0:3 (0:25, 0:25, 0:25)                  | Volley Haasrode Leuven     | 0      |
| 12.01.2022  | 20:30 | Lindemans Aalst            | 3:0 (25:22, 36:34, 25:19)               | Caruur Volley Gent         | 0      |
| 02.02.2022  | 20:30 | Tectum Achel               | 3:0 (25:23, 25:16, 25:20)               | Waremme Volley             | 185    |
| 02.02.2022  | 20:30 | Knack Roeselare            | 3:1 (25:16, 25:19, 33:35, 27:25)        | Decospan Volley Team Menen | 575    |
| 7. KOLEJKA  |       |                            |                                         |                            |        |
| 18.12.2021  | 20:30 | Volley Haasrode Leuven     | 3:1 (25:17, 28:26, 22:25, 25:14)        | Tectum Achel               | 0      |
| 18.12.2021  | 20:30 | Caruur Volley Gent         | 0:3 (21:25, 15:25, 23:25)               | Knack Roeselare            | 0      |
| 18.12.2021  | 20:30 | Lindemans Aalst            | 3:0 (25:23, 25:15, 25:19)               | Greenyard Maaseik          | 0      |
| 19.12.2021  | 14:00 | Waremme Volley             | 3:2 (25:18, 22:25, 25:22, 15:25, 16:14) | Decospan Volley Team Menen | 0      |
| 8. KOLEJKA  |       |                            |                                         |                            |        |
| 08.01.2022  | 20:30 | Greenyard Maaseik          | 3:1 (25:18, 25:20, 17:25, 25:17)        | Waremme Volley             | 0      |
| 08.01.2022  | 20:30 | Tectum Achel               | 2:3 (25:16, 22:25, 24:26, 25:23, 6:15)  | Lindemans Aalst            | 0      |
| 09.01.2022  | 16:00 | Volley Haasrode Leuven     | 0:3 (16:25, 31:33, 19:25)               | Knack Roeselare            | 0      |
| 26.01.2022  | 20:30 | Decospan Volley Team Menen | 3:0 (25:21, 25:22, 25:21)               | Caruur Volley Gent         | 0      |
| 9. KOLEJKA  |       |                            |                                         |                            |        |
| 05.03.2022  | 20:30 | Tectum Achel               | 3:1 (25:27, 25:18, 25:22, 25:22)        | Decospan Volley Team Menen | 350    |
| 05.03.2022  | 20:30 | Caruur Volley Gent         | 3:2 (21:25, 25:23, 28:30, 25:23, 15:12) | Volley Haasrode Leuven     | 400    |
| 05.03.2022  | 20:30 | Lindemans Aalst            | 3:0 (25:15, 25:19, 25:20)               | Waremme Volley             | 250    |
| 05.03.2022  | 20:30 | Knack Roeselare            | 1:3 (19:25, 25:21, 19:25, 23:25)        | Greenyard Maaseik          | 1635   |
| 10. KOLEJKA |       |                            |                                         |                            |        |
| 22.01.2022  | 20:30 | Lindemans Aalst            | 3:0 (25:18, 28:26, 25:23)               | Knack Roeselare            | 0      |
| 23.01.2022  | 14:00 | Waremme Volley             | 2:3 (25:18, 20:25, 16:25, 25:19, 10:15) | Caruur Volley Gent         | 0      |
| 23.02.2022  | 20:30 | Greenyard Maaseik          | 3:0 (25:21, 25:15, 25:17)               | Tectum Achel               | 700    |
| 26.02.2022  | 20:30 | Decospan Volley Team Menen | 3:2 (25:21, 19:25, 25:22, 22:25, 18:16) | Volley Haasrode Leuven     | 370    |
| 11. KOLEJKA |       |                            |                                         |                            |        |
| 29.01.2022  | 20:30 | Tectum Achel               | 3:1 (27:25, 16:25, 25:22, 25:23)        | Caruur Volley Gent         | 210    |
| 29.01.2022  | 20:30 | Knack Roeselare            | 3:0 (25:19, 25:19, 25:15)               | Waremme Volley             | 610    |
| 29.01.2022  | 20:30 | Volley Haasrode Leuven     | 0:3 (23:25, 22:25, 22:25)               | Lindemans Aalst            | 170    |
| 29.01.2022  | 20:30 | Greenyard Maaseik          | 1:3 (20:25, 27:25, 19:25, 21:25)        | Decospan Volley Team Menen | 400    |
| 12. KOLEJKA |       |                            |                                         |                            |        |
| 04.02.2022  | 20:30 | Caruur Volley Gent         | 3:1 (27:25, 21:25, 25:21, 25:21)        | Lindemans Aalst            | 130    |
| 05.02.2022  | 20:30 | Volley Haasrode Leuven     | 1:3 (25:18, 18:25, 12:25, 17:25)        | Greenyard Maaseik          | 225    |
| 05.02.2022  | 20:30 | Decospan Volley Team Menen | 3:2 (25:21, 17:25, 25:23, 23:25, 15:6)  | Knack Roeselare            | 520    |
| 26.02.2022  | 20:30 | Waremme Volley             | 0:3 (17:25, 22:25, 20:25)               | Tectum Achel               | 120    |
| 13. KOLEJKA |       |                            |                                         |                            |        |
| 12.02.2022  | 20:30 | Tectum Achel               | 2:3 (13:25, 25:18, 23:25, 26:24, 13:15) | Volley Haasrode Leuven     | 220    |
| 12.02.2022  | 20:30 | Knack Roeselare            | 3:1 (25:18, 17:25, 25:13, 25:21)        | Caruur Volley Gent         | 710    |
| 12.02.2022  | 20:30 | Decospan Volley Team Menen | 3:1 (17:25, 25:16, 25:15, 25:17)        | Waremme Volley             | 350    |
| 12.02.2022  | 20:30 | Greenyard Maaseik          | 3:0 (25:16, 25:14, 25:17)               | Lindemans Aalst            | 750    |
| 14. KOLEJKA |       |                            |                                         |                            |        |
| 19.02.2022  | 20:30 | Lindemans Aalst            | 0:3 (21:25, 19:25, 20:25)               | Decospan Volley Team Menen | 600    |
| 19.02.2022  | 20:30 | Waremme Volley             | 0:3 (19:25, 22:25, 19:25)               | Volley Haasrode Leuven     | 89     |
| 19.02.2022  | 20:30 | Caruur Volley Gent         | 0:3 (24:26, 24:26, 20:25)               | Greenyard Maaseik          | 20     |
| 20.02.2022  | 15:00 | Knack Roeselare            | 3:0 (25:19, 25:21, 25:14)               | Tectum Achel               | 810    |

### Tabela
| Lp. | Drużyna                    | Pkt | Mecze | Mecze | Mecze | Rodzaj wyniku | Rodzaj wyniku | Rodzaj wyniku | Rodzaj wyniku | Rodzaj wyniku | Rodzaj wyniku | Sety | Sety | Sety  | Małe punkty | Małe punkty | Małe punkty |
| Lp. | Drużyna                    | Pkt | M     | W     | P     | 3:0           | 3:1           | 3:2           | 2:3           | 1:3           | 0:3           | wyg. | prz. | stos. | zdob.       | str.        | stos.       |
| --- | -------------------------- | --- | ----- | ----- | ----- | ------------- | ------------- | ------------- | ------------- | ------------- | ------------- | ---- | ---- | ----- | ----------- | ----------- | ----------- |
| 1   | Knack Roeselare            | 32  | 14    | 10    | 4     | 6             | 4             | 0             | 2             | 1             | 1             | 35   | 16   | 2.19  | 1209        | 1089        | 1.11        |
| 2   | VC Greenyard Maaseik       | 31  | 14    | 11    | 3     | 3             | 6             | 2             | 0             | 1             | 2             | 34   | 19   | 1.79  | 1155        | 1130        | 1.02        |
| 3   | Decospan Volley Team Menen | 28  | 14    | 10    | 4     | 2             | 4             | 4             | 2             | 2             | 0             | 36   | 24   | 1.5   | 1352        | 1303        | 1.04        |
| 4   | Lindemans Aalst            | 23  | 14    | 8     | 6     | 5             | 1             | 2             | 1             | 2             | 3             | 28   | 23   | 1.22  | 1161        | 1137        | 1.02        |
| 5   | Volley Haasrode Leuven     | 22  | 14    | 7     | 7     | 5             | 1             | 1             | 2             | 2             | 3             | 27   | 24   | 1.13  | 1166        | 1079        | 1.08        |
| 6   | Tectum Achel               | 15  | 14    | 4     | 10    | 2             | 2             | 0             | 3             | 5             | 2             | 23   | 32   | 0.72  | 1165        | 1239        | 0.94        |
| 7   | Caruur Volley Gent         | 13  | 14    | 5     | 9     | 1             | 2             | 2             | 0             | 4             | 5             | 19   | 33   | 0.58  | 1150        | 1197        | 0.96        |
| 8   | Waremme Volley             | 4   | 14    | 1     | 13    | 0             | 0             | 1             | 2             | 3             | 8             | 10   | 41   | 0.24  | 1009        | 1193        | 0.85        |

Źródło: EuroMillions Volley League – Data Project (fr.)
Punktacja: 3:0 i 3:1 – 3 pkt; 3:2 – 2 pkt; 2:3 – 1 pkt; 1:3 i 0:3 – 0 pkt
Zasady ustalania kolejności: 1. liczba punktów; 2. liczba zwycięstw; 3. stosunek setów; 4. stosunek małych punktów; 5. bilans w bezpośrednich meczach

## Runda kwalifikacyjna
(do dwóch zwycięstw)
| Data                           | Godz.                          | Gospodarz                      | Rezultat                                | Gość                       | Widzów                     |
| ------------------------------ | ------------------------------ | ------------------------------ | --------------------------------------- | -------------------------- | -------------------------- |
| Knack Roeselare (1)            | Knack Roeselare (1)            | Knack Roeselare (1)            | 2 – 0                                   | (8) Waremme Volley         | (8) Waremme Volley         |
| 12.03.2022                     | 20:30                          | Waremme Volley                 | 0:3 (16:25, 16:25, 17:25)               | Knack Roeselare            | 100                        |
| 16.03.2022                     | 20:30                          | Knack Roeselare                | 3:0 (25:18, 25:12, 25:12)               | Waremme Volley             | 320                        |
| Greenyard Maaseik (2)          | Greenyard Maaseik (2)          | Greenyard Maaseik (2)          | 2 – 0                                   | (7) Caruur Volley Gent     | (7) Caruur Volley Gent     |
| 11.03.2022                     | 20:30                          | Caruur Volley Gent             | 2:3 (25:19, 16:25, 16:25, 25:23, 12:15) | Greenyard Maaseik          | 350                        |
| 16.03.2022                     | 20:30                          | Greenyard Maaseik              | 3:1 (25:20, 25:18, 22:25, 25:17)        | Caruur Volley Gent         | 550                        |
| Decospan Volley Team Menen (3) | Decospan Volley Team Menen (3) | Decospan Volley Team Menen (3) | 2 – 0                                   | (6) Tectum Achel           | (6) Tectum Achel           |
| 12.03.2022                     | 20:30                          | Tectum Achel                   | 2:3 (17:25, 25:21, 22:25, 25:22, 9:15)  | Decospan Volley Team Menen | 350                        |
| 16.03.2022                     | 20:30                          | Decospan Volley Team Menen     | 3:0 (25:22, 25:20, 30:28)               | Tectum Achel               | 325                        |
| Lindemans Aalst (4)            | Lindemans Aalst (4)            | Lindemans Aalst (4)            | 2 – 1                                   | (5) Volley Haasrode Leuven | (5) Volley Haasrode Leuven |
| 12.03.2022                     | 20:30                          | Volley Haasrode Leuven         | 2:3 (14:25, 25:19, 25:23, 21:25, 13:15) | Lindemans Aalst            | 220                        |
| 16.03.2022                     | 20:30                          | Lindemans Aalst                | 2:3 (22:25, 25:23, 25:22, 21:25, 11:15) | Volley Haasrode Leuven     | 350                        |
| 19.03.2022                     | 20:30                          | Lindemans Aalst                | 3:2 (25:18, 25:17, 18:25, 21:25, 15:13) | Volley Haasrode Leuven     | 450                        |

## Faza play-off

### Tabela wyników
| Gospodarz \ Gość1          | ROE | MAA | MEN | LIN |
| -------------------------- | --- | --- | --- | --- |
| Knack Roeselare            | -   | 3:1 | 3:0 | 3:0 |
| VC Greenyard Maaseik       | 2:3 | -   | 3:1 | 3:0 |
| Decospan Volley Team Menen | 3:2 | 3:1 | -   | 3:0 |
| Lindemans Aalst            | 0:3 | 0:3 | 1:3 | -   |

Źródło: EuroMillions Volley League – Data Project (fr.)
1 Drużyna gospodarzy jest wymieniona po lewej stronie tabeli.
Kolory:
  zwycięstwo gospodarzy 3:0 lub 3:1
  zwycięstwo gospodarzy 3:2
  zwycięstwo gości 3:0 lub 3:1
  zwycięstwo gości 3:2

### Terminarz i wyniki spotkań
| Data       | Godz. | Gospodarz                  | Rezultat                                | Gość                       | Widzów |
| ---------- | ----- | -------------------------- | --------------------------------------- | -------------------------- | ------ |
| 1. KOLEJKA |       |                            |                                         |                            |        |
| 26.03.2022 | 20:00 | Knack Roeselare            | 3:0 (25:14, 25:20, 25:22)               | Decospan Volley Team Menen | 1155   |
| 26.03.2022 | 20:30 | Greenyard Maaseik          | 3:0 (25:19, 25:20, 25:15)               | Lindemans Aalst            | 800    |
| 2. KOLEJKA |       |                            |                                         |                            |        |
| 02.04.2022 | 20:00 | Decospan Volley Team Menen | 3:1 (24:26, 27:25, 25:15, 25:19)        | Greenyard Maaseik          | 500    |
| 02.04.2022 | 20:30 | Lindemans Aalst            | 0:3 (15:25, 16:25, 21:25)               | Knack Roeselare            | 511    |
| 3. KOLEJKA |       |                            |                                         |                            |        |
| 09.04.2022 | 20:30 | Greenyard Maaseik          | 2:3 (23:25, 21:25, 25:22, 25:19, 14:16) | Knack Roeselare            | 1500   |
| 13.04.2022 | 20:00 | Lindemans Aalst            | 1:3 (18:25, 25:22, 18:25, 22:25)        | Decospan Volley Team Menen | 300    |
| 4. KOLEJKA |       |                            |                                         |                            |        |
| 15.04.2022 | 20:00 | Knack Roeselare            | 3:1 (19:25, 25:16, 25:16, 25:23)        | Greenyard Maaseik          | 1680   |
| 15.04.2022 | 20:00 | Decospan Volley Team Menen | 3:0 (33:31, 25:21, 25:21)               | Lindemans Aalst            | 460    |
| 5. KOLEJKA |       |                            |                                         |                            |        |
| 19.04.2022 | 20:30 | Knack Roeselare            | 3:0 (25:16, 25:22, 27:25)               | Lindemans Aalst            | 1244   |
| 20.04.2022 | 20:00 | Greenyard Maaseik          | 3:1 (25:23, 20:25, 25:20, 26:24)        | Decospan Volley Team Menen | 600    |
| 6. KOLEJKA |       |                            |                                         |                            |        |
| 23.04.2022 | 20:00 | Decospan Volley Team Menen | 3:2 (25:22, 21:25, 25:21, 20:25, 15:13) | Knack Roeselare            | 600    |
| 23.04.2022 | 20:00 | Lindemans Aalst            | 0:3 (19:25, 22:25, 23:25)               | Greenyard Maaseik          | 500    |

### Tabela
| Lp. | Drużyna                    | Pkt | Mecze | Mecze | Mecze | Rodzaj wyniku | Rodzaj wyniku | Rodzaj wyniku | Rodzaj wyniku | Rodzaj wyniku | Rodzaj wyniku | Sety | Sety | Sety  | Małe punkty | Małe punkty | Małe punkty |
| Lp. | Drużyna                    | Pkt | M     | W     | P     | 3:0           | 3:1           | 3:2           | 2:3           | 1:3           | 0:3           | wyg. | prz. | stos. | zdob.       | str.        | stos.       |
| --- | -------------------------- | --- | ----- | ----- | ----- | ------------- | ------------- | ------------- | ------------- | ------------- | ------------- | ---- | ---- | ----- | ----------- | ----------- | ----------- |
| 1   | Knack Roeselare            | 15  | 6     | 5     | 1     | 3             | 1             | 1             | 1             | 0             | 0             | 17   | 6    | 2.83  | 534         | 465         | 1.15        |
| 2   | Decospan Volley Team Menen | 11  | 6     | 4     | 2     | 1             | 2             | 1             | 0             | 1             | 1             | 13   | 10   | 1.3   | 535         | 518         | 1.03        |
| 3   | VC Greenyard Maaseik       | 10  | 6     | 3     | 3     | 2             | 1             | 0             | 1             | 2             | 0             | 13   | 10   | 1.3   | 519         | 512         | 1.01        |
| 4   | Lindemans Aalst            | 0   | 6     | 0     | 6     | 0             | 0             | 0             | 0             | 1             | 5             | 1    | 18   | 0.06  | 389         | 482         | 0.81        |

Źródło: EuroMillions Volley League – Data Project (fr.)
Punktacja: 3:0 i 3:1 – 3 pkt; 3:2 – 2 pkt; 2:3 – 1 pkt; 1:3 i 0:3 – 0 pkt
Zasady ustalania kolejności: 1. liczba punktów; 2. liczba zwycięstw; 3. stosunek setów; 4. stosunek małych punktów; 5. bilans w bezpośrednich meczach
     finały

## Finały
(do trzech zwycięstw)
| Data                | Godz.               | Gospodarz                  | Rezultat                  | Gość                           | Widzów                         |
| ------------------- | ------------------- | -------------------------- | ------------------------- | ------------------------------ | ------------------------------ |
| Knack Roeselare (1) | Knack Roeselare (1) | Knack Roeselare (1)        | 3 – 0                     | (2) Decospan Volley Team Menen | (2) Decospan Volley Team Menen |
| 29.04.2022          | 20:00               | Knack Roeselare            | 3:0 (25:22, 25:20, 25:16) | Decospan Volley Team Menen     | 1567                           |
| 04.05.2022          | 20:00               | Decospan Volley Team Menen | 0:3 (24:26, 13:25, 15:25) | Knack Roeselare                | 1235                           |
| 07.05.2022          | 20:00               | Knack Roeselare            | 3:0 (25:22, 25:20, 25:13) | Decospan Volley Team Menen     | 1970                           |

## Faza play-down

### Tabela wyników
| Gospodarz \ Gość1      | LEU | ACH | GNT | LIN |
| ---------------------- | --- | --- | --- | --- |
| Volley Haasrode Leuven | -   | 2:3 | 3:1 | 0:3 |
| Tectum Achel           | 3:1 | -   | 1:3 | 3:1 |
| Caruur Volley Gent     | 3:1 | 3:0 | -   | 3:0 |
| Waremme Volley         | 0:3 | 1:3 | 1:3 | -   |

Źródło: EuroMillions Volley League – Data Project (fr.)
1 Drużyna gospodarzy jest wymieniona po lewej stronie tabeli.
Kolory:
  zwycięstwo gospodarzy 3:0 lub 3:1
  zwycięstwo gospodarzy 3:2
  zwycięstwo gości 3:0 lub 3:1
  zwycięstwo gości 3:2

### Terminarz i wyniki spotkań
| Data       | Godz. | Gospodarz              | Rezultat                                | Gość                   | Widzów |
| ---------- | ----- | ---------------------- | --------------------------------------- | ---------------------- | ------ |
| 1. KOLEJKA |       |                        |                                         |                        |        |
| 25.03.2022 | 20:30 | Caruur Volley Gent     | 3:1 (25:20, 25:19, 23:25, 25:22)        | Volley Haasrode Leuven | 100    |
| 27.03.2022 | 14:00 | Waremme Volley         | 1:3 (22:25, 25:22, 22:25, 23:25)        | Tectum Achel           | 100    |
| 2. KOLEJKA |       |                        |                                         |                        |        |
| 02.04.2022 | 16:00 | Volley Haasrode Leuven | 0:3 (22:25, 18:25, 20:25)               | Waremme Volley         | 80     |
| 02.04.2022 | 20:30 | Tectum Achel           | 1:3 (16:25, 25:19, 14:25, 16:25)        | Caruur Volley Gent     | 175    |
| 3. KOLEJKA |       |                        |                                         |                        |        |
| 09.04.2022 | 20:30 | Caruur Volley Gent     | 3:0 (25:16, 25:20, 25:23)               | Waremme Volley         | 130    |
| 12.04.2022 | 20:30 | Volley Haasrode Leuven | 2:3 (25:16, 25:19, 18:25, 23:25, 10:15) | Tectum Achel           | 100    |
| 4. KOLEJKA |       |                        |                                         |                        |        |
| 15.04.2022 | 20:30 | Waremme Volley         | 1:3 (15:25, 22:25, 25:23, 19:25)        | Caruur Volley Gent     | 100    |
| 15.04.2022 | 20:30 | Tectum Achel           | 3:1 (19:25, 25:21, 25:16, 25:21)        | Volley Haasrode Leuven | 225    |
| 5. KOLEJKA |       |                        |                                         |                        |        |
| 20.04.2022 | 20:30 | Waremme Volley         | 0:3 (22:25, 17:25, 18:25)               | Volley Haasrode Leuven | 60     |
| 20.04.2022 | 20:30 | Caruur Volley Gent     | 3:0 (25:20, 25:20, 25:18)               | Tectum Achel           | 210    |
| 6. KOLEJKA |       |                        |                                         |                        |        |
| 23.04.2022 | 16:00 | Volley Haasrode Leuven | 3:1 (25:23, 25:17, 23:25, 25:18)        | Caruur Volley Gent     | 80     |
| 23.04.2022 | 20:30 | Tectum Achel           | 3:1 (25:18, 25:17, 19:25, 25:23)        | Waremme Volley         | 430    |

### Tabela
| Lp. | Drużyna                | Pkt | Mecze | Mecze | Mecze | Rodzaj wyniku | Rodzaj wyniku | Rodzaj wyniku | Rodzaj wyniku | Rodzaj wyniku | Rodzaj wyniku | Sety | Sety | Sety  | Małe punkty | Małe punkty | Małe punkty |
| Lp. | Drużyna                | Pkt | M     | W     | P     | 3:0           | 3:1           | 3:2           | 2:3           | 1:3           | 0:3           | wyg. | prz. | stos. | zdob.       | str.        | stos.       |
| --- | ---------------------- | --- | ----- | ----- | ----- | ------------- | ------------- | ------------- | ------------- | ------------- | ------------- | ---- | ---- | ----- | ----------- | ----------- | ----------- |
| 1   | Caruur Volley Gent     | 15  | 6     | 5     | 1     | 2             | 3             | 0             | 0             | 1             | 0             | 16   | 6    | 2.67  | 523         | 453         | 1.15        |
| 2   | Tectum Achel           | 11  | 6     | 4     | 2     | 0             | 3             | 1             | 0             | 1             | 1             | 13   | 11   | 1.18  | 514         | 528         | 0.97        |
| 3   | Volley Haasrode Leuven | 7   | 6     | 2     | 4     | 1             | 1             | 0             | 1             | 2             | 1             | 10   | 13   | 0.77  | 503         | 507         | 0.99        |
| 4   | Waremme Volley         | 3   | 6     | 1     | 5     | 1             | 0             | 0             | 0             | 3             | 2             | 6    | 15   | 0.4   | 447         | 499         | 0.9         |

Źródło: EuroMillions Volley League – Data Project (fr.)
Punktacja: 3:0 i 3:1 – 3 pkt; 3:2 – 2 pkt; 2:3 – 1 pkt; 1:3 i 0:3 – 0 pkt
Zasady ustalania kolejności: 1. liczba punktów; 2. liczba zwycięstw; 3. stosunek setów; 4. stosunek małych punktów; 5. bilans w bezpośrednich meczach

## Klasyfikacja końcowa
| Poz. | Drużyna                    |
| ---- | -------------------------- |
| 1.   | Knack Roeselare            |
| 2.   | Decospan Volley Team Menen |
| 3.   | Greenyard Maaseik          |
| 4.   | Lindemans Aalst            |
| 5.   | Caruur Volley Gent         |
| 6.   | Tectum Achel               |
| 7.   | Volley Haasrode Leuven     |
| 8.   | Waremme Volley             |

     Eliminacje Ligi Mistrzów 2022/2023
     Puchar CEV 2022/2023
     Puchar Challenge 2022/2023